# Cinema 4D
Cinema 4D je komerční multiplatformní program pro tvorbu 3D grafiky. Tento program vytvořila německá společnost MAXON Computer. Cinema 4D je komplexní program pro tvorbu 3D scény - od polygonového modelování přes texturování, nasvícení, animaci až po rendering. Snadné ovládání, přívětivé prostředí a přizpůsobivé rozhraní programu řadí Cinemu mezi profesionální 3D programy.

## Základní informace
Cinema 4D je oblíbený 3D program. Díky snadnému ovládání, výborné spolupráci s kompozičními programy a přívětivému rozhraní se stal velice populární mezi 3D grafiky.
Cinema 4D je většinou spojena s modulem BodyPaint 3D (od verze 10 je BodyPaint 3D součástí programu).

## Práce a možnosti Cinemy 4D
Cinema 4D je komplexní program pro tvorbu 3D grafiky. Znamená to, že díky jednomu programu můžete vytvořit vše od modelu až po rendering.
Lze modelovat z hotových primitivních objektů nebo tvořit modely pomocí polygonů - polygonální modelování. Každý objekt je tvořen body, které se spojují do polygonů (jeden polygon je určen minimálně 3 body). Modelování spočívá v úpravě těchto bodů a polygonů, díky čemuž se mění tvar objektu. Cinema 4D nabízí široké možnosti úprav a mnoho různých objektů a funkcí. Naleznete zde také důležité nástroje NURBS.
Nasvícení hotové scény znamená, že vložíte zdroje osvětlení, kterými objekty osvítíte přesně, jak je potřeba. Vložit lze různá světla, oblohu či Slunce.
Texturování znamená, že na hotové objekty vložíte texturu (bitmapa nanesená na povrch objektu za účelem změny barvy a vzhledu povrchu).
Cinema 4D je i animačním programem. Díky možnostem rozpohybování objektů a jednotlivých parametrů každého z nich lze tvořit působivé animace nebo dokonce celovečerní animované filmy.
Rendering je výsledné převedení 3D dat do 2D obrázku - bitmapy. Tento proces převodu vektorů na bitmapy je velice náročný na výkon počítače a tím pádem i na dobu výpočtu. Při tomto procesu se zobrazí výsledný obrázek se všemi nastavenými parametry, vyhlazováním, osvětlením, efekty atd.

## Moduly
Samotné jádro programu, které slouží k modelování, texturování, nasvícení a renderování, však nedokáže vytvořit vše, co si grafik přeje. Proto jsou k Cinemě dodávány moduly (speciální přídavné programy, které většinou slouží k jednomu účelu). Díky možnosti přidávání jednotlivých modulů si může grafik zakoupit pouze to, co doopravdy využije.
Seznam modulů, které vyrábí přímo firma Maxon včetně krátkého popisu:
- Advanced Render - modul pro pokročilé nastavení renderingu (HDRI, Caustic, Ambient Oclussion, simulace mraků). Díky možnostem tohoto modulu můžete dosáhnout mnohem realističtějšího vzhledu výsledného obrázku.
- BodyPaint 3D - modul pro pokročilé texturování a malování přímo na 3D objekty
- Dynamics - modul pro simulaci dynamiky měkkých a tvrdých těles a fyzikálních zákonů
- Hair - modul pro tvorbu vlasů, chlupů, srsti a trávy
- MOCCA - modul pro animaci postav, možnost animace oděvů
- MoGraph - modul pro tvorbu televizní grafiky a reklam
- NET Render - modul umožňující rendering po síti - spojení výpočetního výkonu několika počítačů
- PyroCluster - modul pro snadnou tvorbu ohně, kouře. Od verze modulu Advanced Render 2.6 se PyroCluster stal jeho součástí.
- Sketch and Toon - modul pro tvorbu kresleného vzhledu výsledného obrázku
- Thinking Particles - modul pro pokročilou tvorbu částicových systémů

## BodyPaint 3D
BodyPaint 3D je komerční multiplatformní program pro texturování 3D modelů používaný v oblasti 3D počítačové grafiky. BodyPaint 3D je mimo jiné součástí programu Cinema 4D a je dodáván jako modul pro Cinemu 4D. Od verze programu Cinema 4D R10 jsou oba zmíněné programy dodávány společně jako jeden celek. BodyPaint 3D již není dále distribuován jako samostatně dostupný modul pro Cinemu 4D, je její pevnou neoddělitelnou součástí.

### Základní popis BodyPaintu 3D
BodyPaint 3D je program, který se využívá v oblasti 3D počítačové grafiky. Slouží pro tvorbu textur a práci s texturami pro 3D objekty. Díky své jednoduchosti, komplexnosti a provázání s 3D grafickým a animačním programem Cinema 4D jeho obliba stoupá. Je využíván ve všech oblastech počítačové 3D grafiky.

### Historický vývoj BodyPaintu 3D
BodyPaint 3D byl dříve distribuován jako samostatný program pro platformy Mac OS X a Microsoft Windows. Díky tomu mohli BodyPaint 3D používat pro texturování i uživatelé různých 3D grafických programů (Maya, 3D Studio MAX). Současně byl vydáván formou modulu pro program Cinema 4D. Od roku 2006 je BodyPaint 3D součástí programu Cinema 4D. Současně je stále nabízen i jako samostatný, tzv. standalone software pro uživatele dalších 3D grafických programů.

## Pluginy
Kromě modulů je možné do Cinemy také přidávat pluginy. Existuje celá řada komerčních i bezplatných pluginů, které dále rozšiřují možnosti programu. Mezi známé komerční pluginy patří například DPIT Nature Spirit, který slouží k tvorbě organických objektů (tráva, voda, atmosféra) nebo plugin XFrog pro tvorbu rostlin.
Mezi kvalitní nekomerční pluginy patří například fyzikální plugin Fizz.

## Historie programu
1990
- Christian a Philip Losch přihlásili svůj raytracer do programátorské soutěže měsíčníku Kickstart a tuto soutěž vyhráli.

1991
- Je vydán FastRay (původní jméno Cinemy 4D), který je určen pro počítače Amiga.

1993
- Vydána Cinema 4D V1 pro počítače Amiga.

1994
- Vydána Cinema 4D V2, která je určena pro počítače Amiga.

1995
- Vydána Cinema 4D V3 pro počítače Amiga.
- Plánuje se vytvořit Cinemu 4D i na platformy PC.

1996
- Cinema 4D V4 je uvedena na platformách Windows, Alpha NT a Macintosh.

2000
- Vydána Cinema 4D XL R6.

2001
- Vydány nové moduly: Dynamics, PyroCluster.

2002
- Vydána Cinema 4D R8 se systémem přídavných modulů. Novými moduly jsou: Advanced Render, PyroCluster, MOCCA a Thinking Particles.

2003
- Vydán BodyPaint 3D R2.
- Vydána Cinema 4D R8.5.
- Vydán nový modul Sketch and Toon.

2004
- Vydána Cinema 4D R9.

2005
- Vydána Cinema 4D R9.5.
- Vydána 64bitová verze programu.
- Vydán nový modul Hair.

2006
- Vydána Cinema 4D R10, její součástí je BodyPaint 3D (není již jako samostatný modul).

2007
- Vydán servisní update Cinema 4D R10.1 (konkrétně 28. března 2007)
- Vydán servisní update Cinema 4D R10.111 (konkrétně 21. června 2007). Tato aktualizace slouží především ke zvýšení stability programu.
- Vydán update Cinema 4D R10.5 (konkrétně 1. října 2007). Aktualizace přináší mnoho novinek v oblasti modelování a animace.

2008
- Vydána Cinema 4D R11.

2009
- Vydána Cinema 4D R11.5 (konkrétně 1. září 2009).

2010
- Vydána Cinema 4D R12.
- Byl zrušen systém jednotlivých modulů. Nyní se dá Cinema 4D koupit pouze ve čtyřech edicích, a to Prime, Broadcast, Visualize, Studio

2011
- Vydána Cinema 4D R13.

2012
- Vydána Cinema 4D R14 (konkrétně 4. září 2012)

## Podpora v Česku
Cinema 4D disponuje kompletní českou lokalizací. Existuje také řada oficiálních manuálů v českém jazyce. Komunita uživatelů je soustředěna například na webové stránce českého distributora www.3dsoftware.cz